# The Bells of St. Mary's

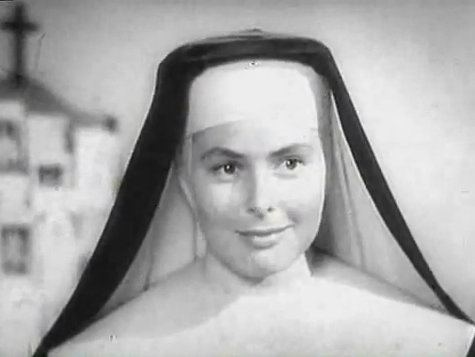
Ingrid Bergman

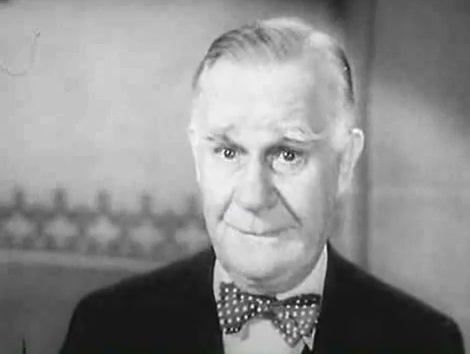
Henry Travers

 The Bells of St. Mary's és una pel·lícula musical estatunidenca dirigida el 1945 per Leo McCarey. És la continuació d'una altra pel·lícula de McCarey, Going My Way, on es troba el personatge del pare O'Malley, encarnat per Bing Crosby.

## Argument
El pare O'Malley és nomenat per dirigir una escola religiosa. Els seus punts de vista sobre l'educació xoquen amb els de la mare superior, la germana Mary Benedict (Ingrid Bergman). Diverses intrigues secundàries es construeixen sobre la vida quotidiana de l'escola: la inscripció d'una noia que mai no ha conegut el seu pare, l'hostilitat d'un veí home de negocis i finalment la marxa de la germana Mary Benedict a l'Oest, per una tuberculosi. La pel·lícula s'acaba amb la seva marxa després que O'Malley li hagi confiat la veritat sobre el seu estat de salut.

## Al voltant de la pel·lícula
- Crosby va rebre una nominació als Oscars per al seu paper del pare O'Malley. Ja n'havia rebut una per al mateix paper a Going My Way. És dels pocs actors que ha rebut dos nominacions pel mateix paper.
- En el rodatge de l'última escena de la pel·lícula, Ingrid Bergman va decidir fer-li una jugada al seu company. Es va llançar sobre ell i el va abraçar apassionadament amb terror d'un verdader eclesiàstic requerit per assegurar l'autenticitat de la pel·lícula. L'esdeveniment va suscitar el riure general de l'equip.

## Repartiment
- Bing Crosby: pare O'Malley
- Ingrid Bergman: Germana Mary Benedict
- Henry Travers: Horace P. Bogardus
- William Gargan: Joe Gallagher, el pare de Patsy
- Ruth Donnelly: Sor Michael
- Joan Carroll: Patricia 'Patsy' Gallagher
- Martha Sleeper: Mary Gallagher, la mare de Patsy
- Rhys Williams: Dr. McKay
- Richard Tyler: Eddie Breen
- Una O'Connor: Sra. Breen

## Premis i nominacions

### Premis
- 1946: Globus d'Or a la millor actriu musical o còmica per Ingrid Bergman
- 1946: Oscar a la millor edició de so per Stephen Dunn

### Nominacions
- 1946: Oscar a la millor pel·lícula
- 1946: Oscar al millor director per Leo McCarey
- 1946: Oscar al millor actor per Bing Crosby
- 1946: Oscar a la millor actriu per Ingrid Bergman
- 1946: Oscar al millor muntatge per Harry Marker
- 1946: Oscar a la millor banda sonora per Robert Emmett Dolan
- 1946: Oscar a la millor cançó original per Jimmy Van Heusen (música) i Johnny Burke (lletra) per la cançó "Aren't You Glad You're You"